# Kuranda (ort i Australien)
Kuranda är en ort i Australien. Den ligger i kommunen Tablelands och delstaten Queensland, omkring 1 400 kilometer nordväst om delstatshuvudstaden Brisbane. Antalet invånare är 1 428.
Runt Kuranda är det ganska glesbefolkat, med 21 invånare per kvadratkilometer.. Närmaste större samhälle är Cairns, omkring 19 kilometer sydost om Kuranda. 
I omgivningarna runt Kuranda växer i huvudsak städsegrön lövskog.  Genomsnittlig årsnederbörd är 1 800 millimeter. Den regnigaste månaden är mars, med i genomsnitt 445 mm nederbörd, och den torraste är september, med 23 mm nederbörd.